# 贝里足球俱乐部
貝利足球會（英語：Bury Football Club）是位於英格蘭西北部大曼徹斯特郡伯里市（Bury）的職業足球俱乐部。目前於英格蘭西北郡足球聯賽超聯組角逐。
貝利在2018-19赛季以乙级联赛亚军的身份结束，获得了2019-20赛季升入甲级联赛的资格。然而，由于长期以来的财政困难，俱乐部无法开始本赛季的工作，并于2019年8月27日，被英格兰足球联盟（EFL）开除，成為繼1992年的梅德士東聯後，首支退出英格蘭聯賽的球會。2019年12月和2020年2月，俱乐部在英国税务海关总署（HMRC）向高等法院提出的清盘申请中幸存下来。2022年2月，貝利球迷團體Est.1885從管理員手中購買吉格里球場，並宣布獲得貝利足球會的商業名稱、歷史和紀念品。2020年10月，球會在無法償還債務被進入行政管理，同時貝利足球會支持者協會（擁有吉格里球場和“貝利足球會”商業名稱）和Shakers社區協會（貝利AFC擁有者）就合併進行民意調查，最初提議未能達到兩個協會的66%門檻，但在2023年5月5日，兩個協會的合併在第二次民意調查後獲得批准。貝利AFC在2023-24年賽季之前採用貝利足球會作為比賽名稱，並在2023年6月5日宣布獲得英格蘭足球協會批准返回吉格里球場。合併後，兩支球隊歷史被合併，貝利AFC改名為貝利足球會相隔4年再戰職業聯賽。

## 大事紀年
| 年 份   | 事 項 |
| ------- | --- |
| 1889–90 | 蘭開郡聯賽（Lancashire League）創始成員。蘭開郡聯賽亞軍                                                                                        |
| 1890–91 | 蘭開郡聯賽冠軍 |
| 1891–92 | 蘭開郡聯賽冠軍（第二次） |
| 1893–94 | 蘭開郡聯賽亞軍 |
| 1894–95 | 獲選加入乙組聯賽。乙組聯賽冠軍，遴選賽1–0擊敗利物浦，升級甲組                                                                                  |
| 1899–00 | 決賽4–0擊敗南安普顿，足總盃冠軍 |
| 1902–03 | 決賽6–0擊敗德比郡，足總盃冠軍（第二次） |
| 1905    | 甲組聯賽排第十七位，因甲組由18隊擴展到20隊而獲留級                                                                                             |
| 1912    | 甲組聯賽排第廿位，降級乙組 |
| 1923–24 | 乙組聯賽亞軍，升級甲組 |
| 1929    | 甲組聯賽排第廿一位，降級乙組 |
| 1957    | 乙組聯賽排第廿一位，降級北區丙組 |
| 1958–59 | 聯賽重組後被置丙組聯賽 |
| 1960–61 | 丙組聯賽冠軍，升級乙組 |
| 1962–63 | 晉級聯賽盃準決賽 |
| 1967    | 乙組聯賽排第廿二位，降級丙組 |
| 1967–68 | 丙組聯賽亞軍，升級乙組 |
| 1969    | 乙組聯賽排第廿一位，降級丙組 |
| 1971    | 丙組聯賽排第廿二位，降級丁組 |
| 1973–74 | 丁組聯賽排第四位，升級丙組 |
| 1980    | 丙組聯賽排第廿一位，降級丁組 |
| 1984–85 | 丁組聯賽排第四位，升級丙組 |
| 1989–90 | 丙組聯賽排第五位，附加賽準決賽兩回合累計0–2負於特兰米尔                                                                                        |
| 1990–91 | 丙組聯賽排第七位，附加賽準決賽兩回合累計1–2負於博尔顿                                                                                          |
| 1992    | 丙組聯賽排第廿一位，降級丁組 |
| 1992–93 | 超聯成立，丁組重組為丙組〈IV〉。丙組〈IV〉聯賽排第七位，附加賽準決賽兩回合累計0–1負於約克城                                                    |
| 1994–95 | 丙組〈IV〉聯賽排第四位，附加賽準決賽兩回合累計2–0擊敗普雷斯頓，溫布萊決賽0–2負於                                                               |
| 1995–96 | 丙組〈IV〉聯賽季軍，升級乙組〈III〉 |
| 1996–97 | 乙組〈III〉聯賽冠軍，升級甲組〈II〉 |
| 1999    | 甲組〈II〉聯賽排第廿二位，降級乙組〈III〉 |
| 2002    | 乙組〈III〉聯賽排第廿二位，降級丙組〈IV〉 |
| 2002–03 | 丙組〈IV〉聯賽排第七位，附加賽準決賽兩回合累計1–3負於伯恩茅斯                                                                                  |
| 2004–05 | 丙組〈IV〉聯賽更名「英乙」 |
| 2005–06 | 因派遣未註冊球員上陣被扣1分 |
| 2008–09 | 英乙聯賽排第四位，附加賽準決賽兩回合累計1–1，十二碼3–4負於                                                                                     |
| 2010–11 | 英乙聯賽亞軍，升班英甲 |
| 2012–13 | 英甲聯賽排第廿二位，降班英乙 |
| 2014–15 | 英乙聯賽季軍，升班英甲 |
| 2015–16 | 因派遣未註冊球員上陣被扣3分 |
| 2019–20 | 8月27日，被英格蘭足球聯盟（EFL）開除，成為繼1992年的梅德士東聯後，首支退出英格蘭聯賽的球會                                                     |
| 2023–24 | 貝利足球會支持者協會（擁有吉格里球場和“貝利足球會”商業名稱）和Shakers社區協會（貝利AFC擁有者）合併，貝利AFC改名為貝利足球會相隔4年再戰職業聯賽 |

## 主場球場

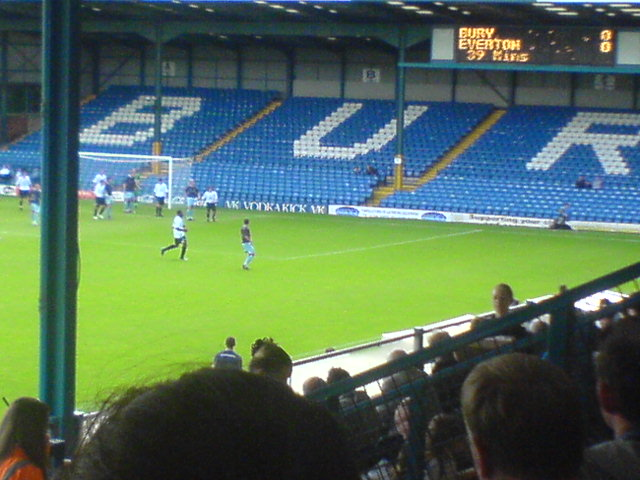
吉格里球場

吉格里球場（Gigg Lane）於2013年11月獲「JD運動用品」（JD Sports）冠名贊助稱為「JD運動場」（JD Stadium），是位於英格蘭大曼徹斯特郡伯里的一座全坐席足球運動場，球場現時的容量為11,840名觀眾，於1885年建成後一直是貝利足球會的主場球場。
曼聯和曾安排預備隊在吉格里進行賽事，而曼市聯自2005年成立後與貝利共用吉格里長達9年。

## 榮譽
聯賽
- 甲組聯賽：最佳成績 第 4 位 1926年

2009/10年球季125週年會徽

- 乙組聯賽：冠軍 1895年；亞軍 1924年
- 丙組聯賽：冠軍 1961年、1997年；亞軍 1968年
- 英乙聯賽：亞軍 2011年；季軍 2015年
- 丁組聯賽：升級 1974年、1985年、1996年

盃賽
- 足總盃：冠軍 1900年、1903年
- 聯賽盃：準決賽 1963年
- 蘭開夏盃（英语：Lancashire Cup (football)）：冠軍 1892年、1899年、1903年、1906年、1926年、1958年、1983年、1987年
- 曼徹斯特盃（英语：Manchester Cup）：冠軍 1894年、1896年、1897年、1900年、1903年、1905年、1925年、1935年、1951年、1952年、1962年、1968年

## 著名球員
- 哥連·培爾（Colin Bell）
- 路德·比利席特（Luther Blissett）
- 史丹·保斯（Stan Bowles）
- 李·迪臣（Lee Dixon）
- 馬田·杜遜（Martin Dobson）
- 加里·費爾哥夫（Garry Flitcroft）
- 白賴仁·芬尼（Brian Flynn）
- 布魯士·葛貝拉（Bruce Grobbelaar）
- （David Healy）
- 哥連·卡森-李察士（Colin Kazim-Richards）
- 甸恩·傑利（Dean Kiely）
- 泰利·麥達莫（Terry McDermott）
- 森美·麥祺萊（Sammy McIlroy）
- 大衛·紐根特（David Nugent）
- 彼得·列特（Peter Reid）
- 尼維利·修禾路（Neville Southall）

## 註腳
1. ↑  . gov.uk.   [2023-01-10]. （原始内容存档于2023-01-10）.
2. ↑  . BBC Sport. 2023-05-05  [2023-05-05]. （原始内容存档于2024-02-12）.
3. ↑  Paul Handler. . Manchester Evening News.   [2013-11-12]. （原始内容存档于2013-11-13）.

## 外部連結
- Bury F.C. Official Site
- Bury F.C. Youth and Centre of Excellence Official Site
- Bury F.C. Media Micro Site* （页面存档备份，存于）
- Y3K Shakers Site
- Odebayo
- The Consortium（页面存档备份，存于）